# Bundesregierung Mayr II
Die Bundesregierung Mayr II (20. November 1920–21. Juni 1921) folgte am 20. November 1920 der Staatsregierung, seit 10. November 1920 Bundesregierung Mayr I, einer Proporz-Übergangsregierung, nach und amtierte bis 21. Juni 1921 (am 1. Juni 1921 nach Demission vom Bundespräsidenten mit der Fortführung der Geschäfte beauftragt). Das von der Christlichsozialen Partei gebildete Minderheitskabinett wurde von den Großdeutschen gestützt und vom Nationalrat mit 99 von 158 abgegebenen Stimmen gewählt; die Sozialdemokraten befanden sich in Opposition. Nachfolgerin dieses Kabinetts war die Bundesregierung Schober I.
| Amt | Amtsinhaber | Partei |
| --- | --- | ------ |
| Bundeskanzler, betraut: Leitung des Bundesministeriums für Äußeres                                        | Michael Mayr | CSP    |
| Vizekanzler, betraut: Unterricht und Kultus im Bundesministerium für Inneres und Unterricht               | Walter Breisky | CSP    |
| Bundesminister für Inneres und Unterricht, betraut: Heereswesen; Unterricht und Kultus: siehe Vizekanzler | Egon Glanz (parteilos), bis 12. April 1921, Walter Breisky (CSP), bis 28. April 1921, Rudolf Ramek (CSP), ab 28. April 1921                 |        |
| Bundesminister für Land- und Forstwirtschaft                                                              | Alois Haueis | CSP    |
| Bundesminister für Finanzen                                                                               | Ferdinand Grimm |        |
| Bundesminister für das Heereswesen                                                                        | Egon Glanz (parteilos), betraut bis 12. April 1921, Walter Breisky (CSP), betraut bis 28. April 1921, Carl Vaugoin (CSP), ab 28. April 1921 |        |
| Bundesminister für Handel und Gewerbe, Industrie und Bauten                                               | Eduard Heinl | CSP    |
| Bundesminister für Justiz                                                                                 | Rudolf Paltauf |        |
| Bundesminister für das Verkehrswesen                                                                      | Karl Pesta |        |
| Bundesminister für soziale Verwaltung                                                                     | Josef Resch | CSP    |
| Bundesminister für Volksernährung                                                                         | Alfred Grünberger |        |